# Joseph-Godéric Blanchet
Pour les articles homonymes, voir Blanchet.
Joseph-Godéric Blanchet, né le 7 juin 1829 à Saint-Pierre-de-la-Rivière-du-Sud et mort le 1er janvier 1890 à Lévis, est un médecin, militaire et homme politique canadien. Il fut le seul politicien canadien et premier francophone à servir à titre de président de la Chambre des communes à Ottawa et président de l'Assemblée législative du Québec. Il a été député de Lévis au fédéral pour le parti libéral-conservateur de 1867 à 1873 et de 1879 à 1883. Il a aussi été député fédéral de Bellechasse de 1875 à 1878. Au provincial, il a été député du comté de Lévis de 1867 à 1875.

## Biographie

### Jeunesse
Né à dans la municipalité de paroisse de Saint-Pierre-de-la-Rivière-du-Sud (St-Pierre de Montmagny, Quebec) à l'époque du Bas-Canada en 1829. Il a étudié au Petit Séminaire de Québec ainsi qu'au Collège de Sainte-Anne-de-la-Pocatière. Il a fait ses études en médecine avec son oncle Jean Blanchet et a été diplômé en 1850. Il était aussi le petit-neveu de François Blanchet, député provincial et surintendant de l'hôpital et d'officier de santé du port de Québec au début des années 1830. Il débuta sa pratique médicale à Québec pendant quelques mois, puis à Saint-Nicolas pendant un an, et s'installa dans la municipalité de Notre-Dame-de-la-Victoire qui deviendra la ville de Lévis en 1861.

### Politique municipale
Devenu un médecin reconnu, Blanchet fait son entrée en politique municipale dans la municipalité de paroisse de Notre-Dame-de-la-Victoire (au sud de Québec) en 1845 à l'âge de 25 ans. Il sera élu maire de 1855 à 1861.
Le 27 août 1850, il épouse Émilie Balzaretti, fille du marchand Giovanni Domenico Balzaretti et de Magdeleine Romain dans la paroisse Notre-Dame de Québec. Ils habitèrent au 6, rue du Mont-Marie dans le Vieux-Lévis. Leur maison est actuellement utilisée comme centre administratif de la Société historique Alphonse-Desjardins.

### Carrière militaire dans la milice
Au début des années 1860, la province du Canada sera en alerte à cause de la Guerre civile américaine (Guerre de Sécession). En 1863, Joseph-Godéric Blanchet joindra la milice et formera un bataillon nommé le 17e bataillon d'infanterie volontaire, pour défendre les frontières contre une éventuelle invasion de la part des États-Unis. Il sera également à la tête du 3e bataillon administratif en service frontalier lors du raid de Saint Albans en 1865. Pendant les raids féniens de 1866 et 1870, il fut commandant de la milice de la Rive-Sud du fleuve Saint-Laurent.

### Politique provinciale et fédérale

#### Province du Canada
Blanchet est un conservateur, partisan de Cartier et de Macdonald. En 1857, il brigua pour la première fois un poste à l'Assemblée législative de la province du Canada, mais sera battu. Il y sera élu à Lévis en 1861, quatre ans plus tard, il y sera réélu en 1863 il y siégea jusqu'à l'avènement de la Confédération le 1er juillet 1867 où son mandat prendra fin.

#### Confédération
Les lois électorales en vigueur de 1867 permettaient aux politiciens de se faire élire en même temps au Parlement fédéral et dans une assemblée provinciale. Blanchet profite de cette situation pour représenter le comté de Lévis tant à Québec qu'à Ottawa. Il sera élu député conservateur de Lévis à l'Assemblée législative et à la Chambre des communes en 1867. Réélu au niveau provincial en 1871 et au niveau fédéral en 1872. Blanchet fut orateur de l'Assemblée législative du Québec du 27 décembre 1867 jusqu'au 4 novembre 1875. Il sera défait aux élections provinciales par le libéral Étienne-Théodore Pâquet.
En 1874, on fit l'abolition du double mandat législatif et il choisit de ne pas se représenter aux prochaines élections provinciales. Il siégea à Ottawa jusqu'en 1883.
Lors d'une élection partielle en cette même année, il sera élu député conservateur de Bellechasse à la Chambre des communes le 30 octobre 1875. Il reviendra dans le comté de Lévis et sera élu lors des élections fédérales en 1878 et 1882.

### Implications dans d'autres secteurs professionnels
- Vice-président de la Compagnie du chemin à lisses de Lévis à Kennebec en 1870 et président de 1872 à 1876.
- Cofondateur du journal l'Écho de Lévis en 1871.
- Président de la société littéraire, le Cercle de Québec, en 1870 et 1871.
- Membre du comité catholique du Conseil de l'instruction publique de la province de Québec à compter de 1873.

Le 8 avril 1873, le premier ministre John A. Macdonald le nomma dans un comité formé de cinq membres pour enquêter sur les accusations de corruption portées en rapport avec la construction du chemin de fer du Pacifique. Le comité sera arrêté lorsque des conseillers juridiques de la Couronne d'Angleterre décident qu'il n'a pas le pouvoir d'entendre des témoins déposant sous serment. La suite de l'enquête sera confiée à une commission royale.

### Président de la Chambre des Communes
Le premier ministre McDonald le nomma président de la Chambre des Communes (orateur des Communes) du 13 février 1879 au 18 mai 1882. En 1882, Macdonald ne lui propose pas de nouveau la présidence, car il croit que l'alternance d'un francophone et d'un anglophone est un principe plus important à sauvegarder que celui de la continuité.

### Fin de carrière
Le 4 octobre 1883, il est nommé au poste de percepteur des douanes du port de Québec et son siège de député devient vacant à la suite de sa nomination. Il remplit cette fonction du 1er novembre 1883 jusqu'à sa mort en 1890.
Joseph-Godéric Blanchet est mort à l'âge de 60 ans et 6 mois, le 1er janvier 1890. Le 4 janvier 1890, il est inhumé dans l'un des caeaux de la crypte de l'église Notre-Dame de Lévis.